# The Learning Company
The Learning Company (TLC) est une société de développement et d'édition de jeux vidéo américaine fondée en 1980. Spécialisée dans le jeu vidéo ludo-éducatif, elle est actuellement une filiale de Riverdeep.

## Histoire
The Learning Company est fondé en 1980. La société développe des logiciels ludo-éducatifs.
En 1995, deux de ses concurrents, Brøderbund et SoftKey, se battent pour racheter The Learning Company. SoftKey finit par acquérir la société pour un montant de 606 millions de dollars, et prend le nom de The Learning Company. Le groupe continue ses acquisitions et achète Mindscape en mars 1998, pour 150 millions de dollars. Puis, il s'empare de Broderbund en juin pour 416 millions de dollars.
En décembre 1998, The Learning Company est racheté en partie par le groupe américain Mattel pour un montant de 3,8 milliards de dollars, et est renommé Mattel Interactive. Cette opération et sa gestion dans les mois qui suivent font perdre beaucoup d'argent à Mattel, si bien que certains analystes parlerons de "l'une des pires acquisitions dans l'histoire des sociétés commerciales".
En 1999-2000, à la suite de plusieurs acquisitions, Mattel connait de graves problèmes financiers et cherche dès avril 2000 à se séparer au moins en partie de The Learning Company, il fait alors appel à la banque d'investissement Crédit suisse. En  septembre 2000, il cède The Learning Company à Gores Technology Group afin qu'il vende la société. Ce groupe spécialisé dans la vente d'entreprises en difficulté, divise la société en trois sections : un pôle divertissements et jeux, une section centrée sur les logiciels éducatifs qui garde le nom de The Learning Company, et Brøderbund qui regroupe les logiciels domestiques.
La section divertissement et jeu est vendue au groupe français Ubisoft en mars 2001, qui acquiert ainsi les licences Prince of Persia ou Myst, qu'il relancera par la suite. Le pôle éducatif (The Learning Company) est acheté par la société irlandaise Riverdeep en septembre 2001, qui achète aussi la section spécialisée dans les logiciels domestiques (Brøderbund) fin août 2002 pour 57,2 millions de dollars.
En décembre 2008, la société ferme sa boutique en ligne.

## Liste des jeux vidéo développés

### SériesReader RabbitetThe ClueFinder
Jeux éducatifs liés à un niveau scolaire
- Reader Rabbit Baby
- Reader Rabbit Toddler
- Reader Rabbit Preschool
- Reader Rabbit Kindergarten
- Reader Rabbit 1st Grade
- Reader Rabbit 2nd Grade (now sold as Reader Rabbit 2nd Grade: Classic)
- Reader Rabbit 2nd Grade: Mis-cheese-ious Dreamship Adventures
- The ClueFinders 3rd Grade Adventures
- The ClueFinders 4th Grade Adventures
- The ClueFinders 5th Grade Adventures
- The ClueFinders 6th Grade Adventures

Autres titres
- Reader Rabbit 1
- Reader Rabbit 2
- Reader Rabbit 3
- Reader Rabbit's Reading Journey
- Math Rabbit (Later changed to Reader Rabbit Math)
- The ClueFinders Math Adventures
- The ClueFinders Reading Adventures
- The ClueFinders Search and Solve Adventures
- The ClueFinders: The Incredible Toy Store Adventure!
- The ClueFinders: Mystery Mansion Arcade

### SérieZoombinis
- L'Odyssée des Zoombinis (Zoombinis: Logical Journey)
- Les Zoombinis 2 : Mission au sommet (Zoombinis: Mountain Rescue)
- Les Zoombinis 3 : Archipel en danger (Zoombinis: Island Odyssey)

### SérieSuper Seeker
- Treasure Mountain!
- Treasure Mathstorm!
- Treasure Cove!
- Treasure Galaxy!

### SérieSuper Solvers
- Challenge of the Ancient Empires! (ou Ancient Empires)
- Spellbound
- Mission: T.H.I.N.K.
- Gizmos & Gadgets
- Midnight Rescue!
- OutNumbered!

### SérieCarmen Sandiego
- Carmen Sandiego's ThinkQuick Challenge
- Where in the World is Carmen Sandiego? Treasures of Knowledge

### Autres jeux et logiciels
- Série Real World
  - Time Riders in American History
  - Operation Neptune
- Jeu d'aventure et puzzle games
  - Africa Trail
  - Gertrude's Secrets
  - Gertrude's Puzzles
  - Robot Odyssey
  - Rocky's Boots
  - Think Quick!
  - Logic Quest 3D
  - The Amazon Trail
  - Road Adventures USA
- Outils et autres programmes
  - All-Star Typing
  - MetroGnomes' Music
  - The Children's Writing & Publishing Center
  - The Writing Center
  - Student Writing Center
  - Storybook Weaver et sa version améliorée Storybook Weaver Deluxe
  - Pokémon Project Studio: Blue Version
  - Pokémon Project Studio: Red Version
  - Magic Spells